# Мухаммад Алам Джамалуль I
Мухаммад Алам Джамалуль I — султан Брунею з 1804 до 1804 року. Дуже короткий час керував державою, але його нащадки панують до сьогодні.